# Куинн, Дэвид
Дэвид Куинн (англ. David Quinn; род. 30 июля 1966, Кранстон, Род-Айленд) — американский хоккеист и тренер.

## Игровая карьера
После выступлений за Кентскую школу Дэвид был выбран в первом раунде драфта 1984 года НХЛ командой «Миннесота Норт Старз». Куинн провёл сезон 1991/92 годов в Американской хоккейной лиге за «Бингемтон Рейнджерс». Затем он играл весь сезон 1992/93 с «Кливленд Ламберджекс» в Международной хоккейной лиге, после чего завершил карьеру игрока.

## Тренерская карьера
Проработав помощником тренера Бена Смита в Северо-Восточном университете, Куинн присоединился к программе для начинающих в Университете Небраски-Омаха. После шести лет помощи в построении программы в Омахе, Куинн ушел, чтобы стать тренером по развитию хоккея США. Затем он работал ассистентом в своей альма-матер, Бостонском университете, помогая «терьерам» получить национальный титул в 2009 году.
22 июня 2009 года, Куинн был представлен в качестве главного тренера «Кливленд Монстерз» в Американской хоккейной лиге (АХЛ), которых он возглавлял по 2012 год.
14 июня 2012 года Куинн был назначен помощником тренера «Колорадо Эвеланш» в НХЛ.
25 марта 2013 года Куинн был назначен одиннадцатым главным тренером Бостонского университета, заменив Джека Паркера.
23 мая 2018 года «Нью-Йорк Рейнджерс» объявили, что Куинн был нанят на должность главного тренера. 11 октября 2018 года Куинн одержал свою первую победу в регулярном сезоне НХЛ, обыграв «Сан-Хосе Шаркс».